# 농기 일괄
농기 일괄(農旗 一括)은 서울특별시 중구에 있는 대한제국 시대의 농기이다. 2009년 3월 5일 서울특별시의 문화재자료 제43호로 지정되었다.

## 개요
두레는 한국 농촌사회에 있어서의 전통적인 공동노동 가운데 하나로, 농촌에서 주로 모내기나 김매기 때와 같이 1년 중 가장 바쁜 이앙기를 중심으로 단기간 내에 대규모의 노동력을 집약적으로 투입해야 할 때 주로 행해졌다.
농기는 두레 풍물패의 상징으로서 두레패들이 두레 노동시에 세워 두던 깃발로 공동노동이 끝날 때까지 세워 두었다. ‘용당기·요덕기·덕석기·용술기·서낭기·대기·농상기’ 라고도 부르며 보통 '農者天下之大本'(농자천하지대본)이나 ‘신농유업’(神農遺業)과 용(龍)이 그려지는데, 이는 수신·용신을 기원하며 물을 가장 중요하게 여기는 논농사의 풍요를 기원하는 의미이다.

## 세부 내역
농업박물관이 소장하고 있는 농기는 모두 4점으로 그 현황은 다음과 같다.

### 논산 주곡농기
충남 논산시 상월면 주곡리에서 사용하던 두레기로, 1995년에 논산 주곡리에서 농업박물관에 기증하였다. 마을민이던 이방헌(1928년생)의 고조부(이학운)가 최초로 만들었고, ‘병오(丙午)’라는 묵서로 보아 최초 조성 연대는 1846년으로 추정되나, 일제강점기에 원래 것을 본 따 새로 제작된 것으로 구전(口傳)한다. 마을에서 여러 번 수선하여 사용한 흔적이 있으며, 농기에 “神農遺業, 丙午 七月” 라는 묵서(墨書)가 있다. 이는 농사신인 신농씨(神農氏)를 지칭하는 ‘神農’과 그가 남긴 업이라는 뜻의 ‘遺業’으로 ‘농자천하지대본(農者天下之大本)’과 같은 뜻으로 해석할 수 있다.

### 강진 용소농기
전남 강진군 군동면 용소부락 안지마을에서 사용하던 두레기로서, 1995년에 농업박물관에 기증되었다. 농기에 “長興郡長興面南外里庚申生朴敬采 祝 癸酉七月上旬始造” 라는 묵서(墨書)로 보아 안지마을의 옆 마을인 장흥군 남외리 박경채의 부친이 제작하여 경신생(庚申生)인 아들 박경채(1920년생 추정)의 이름으로 계유 칠월(1933년 추정)에 제작하였음을 알 수 있다. 농사신인 신농씨가 살포를 매고 용을 탄 모습과 여러 가지 구름문양과 잉어, 거북 등 물에 사는 동물들을 민화적으로 표현하고 있다.

### 서산 덕지천 농기
충남 서산시 덕지천동의 두레패들이 사용하던 두레기로, 1995년에 농업박물관에 기증되었다. 농기에 “天下大本 大正五年 丙辰陰六月新備” 라는 묵서(墨書)로 보아 대정5년(1916년)에 제작된 것으로 추정된다. 전체적으로 운용문을 채색하였고, 색이 많이 바랜 상태이다.

### 김제 신풍농기
전북 김제시 신풍동에서 사용하던 두레기로, 마을에서 1995년에 농업박물관에 기증하였다. 이 농기는 용그림이 전문가(畵員)의 솜씨로 매우 훌륭하게 그려져 있고, 기증자와 두래패의 중심인물, 제작년도 등이 묵서(墨書)로 적혀 있는데 그 내용은 다음과 같다.
“農者天下之大本也 三日一雨 夜雨畫晴 興雲霧吐 變化莫測 寄贈 郭安栒

戊午八月十二日生 所願成就 里長 徐貴煥 座上 金在福 公員 梁玟植
 
畵士 廣州居 蘭谷 丁酉年七月十五日製作”

즉 무오(戊午) 8월 12일생(1918년 추정)인 곽안순이 정유년 7월 15일 (1957년 추정) 제작하였고, 그림을 그린 화사(畵士)는 광주에 거주하는 난곡(蘭谷)임을 알 수 있다.

## 의의
농기는 일반적으로 천으로 만들어 야외에서 사용함으로써 비바람에 쉽게 노출되고, 보관시에도 부피가 커서 주로 접어서 마당에 보관했기 때문에, 쉽게 훼손될 우려가 있다. 이러한 불리한 조건으로 인해 그간의 농기들이 소멸되거나 심각하게 훼손된 상태인데 비해, 이 농기들은 원형 보존 상태가 좋은 편이다. 그리고 많은 농기들이 ‘농자천하지대본(農者天下之大本)’ 식의 동일한 형식과 내용인데 비해, 이 농기들은 용이 그려진 ‘용기(龍旗)’의 전통과 ‘신농유업(神農遺業)’ 등의 고제(古制)를 따르고 있고, 지네발을 사용하는 등 형식과 내용면에서도 매우 우수하다. 또한 두레가 일찍이 분화되면서 소멸의 길을 걷게 되자, 농기도 두레와 더불어 점차 사라져 유물이 매우 희소한 상황이다.

## 참고 자료
- 농기일괄 - 국가유산청 국가유산포털